# Dieter Hilser

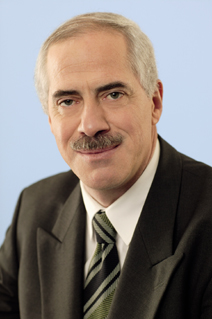
Dieter Hilser

Dieter Hilser (* 21. September 1953 in Triberg) ist ein deutscher Politiker (SPD). Er war von 2000 bis 2017 Abgeordneter des Landtags von Nordrhein-Westfalen.

## Leben
Hilser studierte nach dem Abitur im Jahr 1971 Volkswirtschaftslehre an der Universität Freiburg. Das Studium schloss er 1981 als Diplom-Volkswirt ab. Vor seinem Einzug in den Landtag im Jahr 2000 war er zuletzt Geschäftsführer der GEW NRW.

## Politik
Hilser ist seit 1975 Mitglied der SPD. Er war Mitglied des Parteirates der SPD NRW und von 1996 bis 2000 Vorsitzender des Unterbezirksausschusses in Essen. Bis 2003 war er stellvertretender Vorsitzender und seit 2003 ist er Vorsitzender des Unterbezirks Essen. Von 1994 bis 2000 war er Mitglied des Rates der Stadt Essen, wo er Bau- und Verkehrspolitischer Sprecher der SPD-Landtagsfraktion war. Hilser ist außerdem Mitglied der IGBCE. Ab dem 2. Juni 2000 war er Abgeordneter des Landtags von Nordrhein-Westfalen, wo er ordentliches Mitglied und zunächst Sprecher seiner Partei des Ausschusses für Bauen und Verkehr war. Später war Hilser Vorsitzender des Ausschusses für Bauen, Wohnen, Stadtentwicklung und Verkehr.